# Cerapoda
Cerapoda (Sereno, 1986) è un clado estinto di dinosauri erbivori, istituito negli anni '80, per raggruppare gran parte dei dinosauri ornitischi.

## Classificazione
Il gruppo dei Cerapoda è diviso in due gruppi: Ornithopoda ("piede da uccello") e Marginocephalia ("teste a frangia"). Quest'ultimo gruppo include i Pachycephalosauria ("lucertole dal cranio spesso") e i Ceratopsia ("facce cornute"). La seguente tassonomia segue gli studi di Richard J. Butler, Paul Upchurch e David Norman, 2008 (e Butler et al., 2011).
Il gruppo dei Cerapoda è stato istituito da Paul Sereno, nel 1986, ed definito come "gli animali più vicini a Parasaurolophus walkeri Parks, 1922, e a Triceratops horridus Marsh, 1889, dal più recente antenato comune e tutti i loro discendenti". Il cladogramma sotto segue un'analisi del 2011 dei paleontologi Richard J . Butler, Jin Liyong, Chen Jun e Pascal Godefroit.
|                 | Ornithopoda                                                       |
|                 |                                                                   |
| Marginocephalia | \| \| Pachycephalosauria \| \| \| \| \| \| Ceratopsia \| \| \| \| |
|                 | \| \| Pachycephalosauria \| \| \| \| \| \| Ceratopsia \| \| \| \| |
|                 | Pachycephalosauria                                                |
|                 |                                                                   |
|                 | Ceratopsia                                                        |
|                 |                                                                   |

|  | Pachycephalosauria |
|  |                    |
|  | Ceratopsia         |
|  |                    |

Tuttavia, ci sono varie specie dalla difficile classificazione, specie tra il lignaggio dei marginocephalia e degli ornithopodi; ne è un esempio Albalophosaurus yamaguchiorum, oggi considerato un Cerapode di incertae sedis.